# Masa bitumiczna
Masa bitumiczna - mieszanka kruszywa, lepiszcza i wypełniacza stosowana w budownictwie drogowym. Mieszanki asfaltowe są stosowane w konstrukcji nawierzchni drogowej od początku XX wieku.

## Proces produkcji
Gorące kruszywo jest przesiewane przez sita i dzielone na frakcje (najczęściej 4) i gromadzone w komorach, z których następnie jest dozowane wagowo do mieszalnika. Lepiszcze jest ogrzewane w kotłach do bitumu, skąd po ogrzaniu jest podawane pompą do mieszalnika wytwórni. 
Dozowanie bitumu odbywa się objętościowo przepływomierzem lub wagowo. Dozowanie wypełniacza odbywa się za pomocą przenośnika ślimakowego. Z silosów wypełniacz (mączka wapienna i/lub pyły) podawany jest do mieszalnika. Gotowa masa jest gromadzona w zbiornikach. Odbiór gorącej masy odbywa się samochodami samowyładowczymi.
Istotny wpływ na jakość wytwarzanej masy bitumicznej ma dokładność dozowania składników oraz czas ich mieszania.